# Ferdinando Bartolommei
Ferdinando Leopoldo Giuseppe Mattias Baldassarre Bartolommei (Firenze, 10 marzo 1821 – Firenze, 15 giugno 1869) è stato un politico italiano.

## Biografia
Nacque a Firenze, nel palazzo familiare di via Lambertesca, da Girolamo Bartolommei, Marchese di Montegiovi, e da Teresa Niccolini dei Marchesi di Ponsacco e Camugliano.
Nel biennio 1847-1848 fu tra i politici toscani più attivi, sperando che il granduca Leopoldo II di Lorena concedesse la libertà di stampa e di azione, cosa che invece non avvenne. Entrò in collisione con Francesco Domenico Guerrazzi e la sua "dittatura" durante il periodo di breve indipendenza che seguì la fuga del Granduca. Scongiurato un rientro appoggiato dall'esercito austriaco, Leopoldo tornò a Firenze e il Bartolommei partì in esilio volontario nel luglio del 1850.
Si dedicò allora a preparare la "rivoluzione" senza spargimento di sangue, tessendo dal suo palazzo fiorentino in via Lambertesca (dove oggi lo ricorda una lapide) tutta una serie di relazioni clandestine con Camillo Cavour, Giuseppe La Farina e altri, che lo misero più volte in pericolo. Alla fine le sue iniziative vennero coronate dal successo che portò all'uscita di scena del Granduca da Firenze, il 27 aprile 1859. Lo stesso anno venne nominato sindaco di Firenze, fino al 1863. Nel frattempo la Toscana si era unita su consultazione popolare al Regno d'Italia e nel 1862 il Bartolommei era stato nominato senatore.
Il suo sepocro marmoreo, opera di Pio Fedi (1870), si trova addossato alla controfacciata della Chiesa di Santo Stefano al Ponte.
La figlia Matilde è apprezzata scrittrice e pittrice appartenente alla corrente macchiaiola, sposata con il noto pittore fiorentino Francesco Gioli.